# Конвертування аудіо-, відеоінформації
Конвертува́ння а́удіо-ві́део інформа́ції або ж сленгове рипінг, рипінґ (від англ. ripping — відривати) — оцифровування, перенесення (кодування або перекодування з одночасною або рознесеною у часі обробкою (редагування, фільтрування і таке інше)) інформації (даних) з носія (джерела) аудіо-відео сигналу у мультимедійний файл за допомогою спеціалізованого або універсального апаратного (АЦП) та програмного забезпечення.
Іноді термін рипінґ також вживається і для опису протилежної дії, яке частіше називають мастеринг та ремастеринг (наприклад DVD-ремастеринґ)
Зазвичай джерелом даних для рипу служать Blu-ray,  DVD або CD диски, відео-касети, потокові аудіо-відео сигнали (як у цифровому, так і в аналоговому форматі). Основна ознака подібного конвертування — перетворення незручного в зберіганні і передачі формату сигналів у файл, який не залежить від специфічних пристроїв відтворення та декодування.
Найчастіше дані з початкового формату конвертуються в інший (з аналогового — в цифровий), що забезпечує вищий ступінь стиснення даних. Наприклад, аудіо-джерела (носії) — audio CD, вініл, радіо-трансляції — часто конвертують в mp3, ogg, wma. Відео+аудіо дані (сигнали) (DVD, телевізійні трансляції, VHS) стискають xvid, divx, h264, wmv). Результат зберігається у вигляді одного або декількох файлів-контейнерів (MPEG, RIFF, OGM, MKV). Наприклад, VHS касети конвертуються у DVD (наприклад DVD5 (диск 4,7 Гб) або DVD9 (диск 8,5 Гб) для нині поширених DVD-програвачів.

## Розшифрування абревіатур
- CamRip (Cam): так звана «екранка». Відео та звук записуються з допомогою камери у залі кінотеатру. Зображення може теліпатися, бути знятим під неприродним кутом до екрану, іноді можна побачити голови або силуети інших кіно-глядачів тощо. Якість буває різною, можливі звукові перешкоди (наприклад, сміх і голоси кіноглядачів). Як правило, CamRip - це рип найгіршої якості. Зазвичай фільми в такій якості з'являються опісля офіційного їх релізу. Також, CamRip іноді помилково буває позначений як Telesync (TS).
- Telesync (TS): матеріал записується з екрану професійною (цифровою) камерою, встановленою на штатив в порожньому кінотеатрі або в кабіні оператора. Якість відео в цьому випадку краща, ніж в CamRip. Звук хороший, і як правило, у режимі стерео і без перешкод, оскільки записується напряму з проектора або з іншого окремого виходу, наприклад гнізда для навушників у кріслі.
- Telecine (TC): копія знімається з кінострічки за допомогою спеціального обладнання. Матеріал записується напряму з проектора з виходами для аудіо і відео. Якість відео може бути різною — від хорошої до майже невідмінної від DVD, залежно від застосовуваного обладнання. Звук хороший. Іноді бувають проблеми з природністю кольорів (зайва «жовтизна» зображення).
- Super Telesync (SuperTS, Super-TS): так зване «оцифрування». Це TS-рип, оброблений комп'ютером — фільм прояснений, вирівняний, прибрані сторонні шуми зображення і звуку тощо. Якість, як правило, хороша, але залежить від людини, що оброблювала рип.
- VHS-Rip (VHSRip): джерело матеріалу — відеокасета формату VHS, зазвичай середньої якості.
- Screener (Scr) або VHS-Screener (VHSScr): копія c «promotional» VHS-касети (для кінокритиків, рекламна версія або бета). Якість зображення прирівнюється до дуже хорошого VHS, але відеоряд буває «зіпсований» водяними знаками, попереджувальними написами і чорно-білими вставками ("пропадає кольоровість"). Звук хороший, зазвичай стерео або Dolby Surround.
- 'PPVRip — Pay-Per-View відео, які були зроблені у номерах готелю чи борту літака. Джерелом є телевізор запис зроблено на PVR або DVD-рекордер. На відміну від Screener (Scr) або VHS-Screener (VHSScr) відеоряд не «зіпсований» водяними знаками, попереджувальними написами і чорно-білими вставками («пропадає кольоровістю»), але співвідношення відео зазвичай відрізняється від нормального DVD (4:3 замість 16:9 чи 2,28:1), через те що екрани готелів та літаків зазвичай не є широкоекранними (англ. widescreen).
- DVD-Screener (DVDScr, Scr): те саме, що й VHSScr-рип, але з DVD-диска. Копія c «promotional» DVD-диска (для кінокритиків, рекламна версія або бета). Якість зображення — DVDRip, але, також як і у випадку з VHSScr-рипом, відеоряд буває «зіпсований» водяними знаками, попереджувальними написами і чорно-білими вставками ("пропадає кольоровість").
- TV-Rip (TVRip): матеріал захоплений з телевізійного сигналу (кабельного, простого антенного сигнал PAL чи SECAM, цифрового антенного DVB-T). Майже всі телесеріали первинно лунають саме в цьому або SatRip форматі. Якість залежить від устаткування, програмного забезпечення й уміння людини, що створює рип.
- Sat-Rip (SatRip): те саме, що й TVRip, але матеріал захоплений з супутникового сигналу (як правило, це цифрове MPEG2 відео). Якість залежить від провайдера, каналу й уміння людини, що створює рип. Зазвичай такий рип лише трохи поступається за якістю рипам з DVD-дисків.
- HDTV-Rip (HDTVRip): рип трансляції з HDTV каналу, має високу роздільну здатність, але може бути присутнім логотип каналу. Якість залежить від трансляції каналу. Іноді будь-яке відео формату High Definition помилково називають HDTV.
- PDTVRip: рип з сигналу цифрового кабельного/антенного ТВ, що має роздільну здатність меншу, ніж у HDTV. Найчастіше, для рипа використовується ТВ-тюнер, сумісний з форматом DVB (Digital Video Broadcasts) або стаціонарний digital video recorder (DVR). Іноді такі рипи називають DVBRip.
- BDRip: рип з Blu-ray диску (1920x1080 (1080p), 1280x720 (720p)), який зазвичай робиться у високій роздільній здатності. Якість майже завжди краща, ніж у DVDRip. Як правило, буває поміщений в контейнер Matroska (файли з розширенням. mkv). За якістю еквівалентний HDDVDRip.
- DVD-Rip (DVDRip): рип з оригінального DVD-диску. Якість відео та звуку — дуже гарна, хоча залежить від майстерності людини, що створює рип, і поступається рипам з Blu-ray-дисків.
- LaserDisc-RIP (LDRip): рип з оптичного носія LaserDisc, з дещо гіршою якістю ніж у DVDRip.
- Workprint (WP): так звана «бета-версія» фільму. Особливо цікава для любителів фільмів. Зазвичай виходить у форматі VCD до початку показу в кінотеатрах. Оскільки це попередня версія фільму, то якість матеріалу може бути як відмінною, так і дуже низькою. Можуть бути відсутні деякі сцени, або бути присутнім сцени, вирізані у фінальній версії, комп'ютерні спецефекти. Упізнати такі версії можна по наявності таймера вгорі або внизу екрану.
- Web-DL (Web-DLRip): це запис трансляції з Інтернету. На даний момент більшість вихідного матеріалу береться з таких сервісів як Amazon Video, iTunes Store чи YouTube. З явних плюсів: відсутність всіляких логотипів, епізодично виринаючої телевізійної реклами та присутність фінальних титрів. В цілому, це новий вид рипів, що не поступаються за якістю DVDRip'ам. І можливо незабаром Web-DLRip стане конкурентним аналогом BDRip'а. Але, не варто забувати, що 80% якості матеріалу залежить від уміння і «прямоти рук» людини що створює рип.
- Remux: образ HD DVD або Blu-ray без перекодування, але з вирізаними додатковими матеріалами, звуковими доріжками і субтитрами.